# Дэгг, Исраэль
Исраэль Джамаль Акухата Дэгг (англ. Israel Jamahl Akuhata Dagg; род. 6 июня 1988, Мартон, регион Манавату-Уангануи, Новая Зеландия) — новозеландский регбист, фуллбэк (замыкающий) клуба «Крусейдерс» (Супер-Регби) и сборной Новой Зеландии. Представляет Хоукс-Бэй в Кубке ITM.

## Биография

### Ранние годы
Окончил колледж Линдисфарн в городе Хастингс. Изначально увлекался крикетом, однако затем предпочёл регби. Выступал в составе команд до 16 и 19 лет за сборную Хоукс-Бэя. Прошёл в апреле 2006 года продвинутый курс регби в Международной регбийной академии под руководством Дэйва Ренни, тренера команды «Чифс», и бывшего тренера клуба «Хайлендерс» и сборной Новой Зеландии Джеффа Уилсона. В 2006 году Исраэль был отобран в основную сборную Хоукс-Бэя, чего не случалось со времён попадания туда Дэнни Ли, за что в 2006 году New Zealand Rugby Almanack назвал его одним из пяти лучших молодых игроков.

### Клубная карьера
В 2008 году он получил вызов в основной состав клуба «Хайлендерс», а вскоре дебютировал в чемпионате Супер Регби. С 2010 года и по настоящее время он представляет «Крусейдерс».

### Карьера в сборной
12 июня 2010 Дэгг дебютировал за сборную Новой Зеландии в тест-матче в Нью-Плимуте против Ирландии. Через неделю он уже сыграл против сборной Уэльса, но получил травму и покинул поле ещё до перерыва. На долгое время Дэгг скрылся из вида тренера сборной Грэма Генри, который предпочитал выпускать Мила Мулиаину. Вскоре в матче Кубка трёх наций против сборной ЮАР Дэгг наконец-то вышел на поле на замену и занёс свою первую попытку, обыграв в одиночку Шалка Бургера и Пьера Спайса. В той встрече Олл Блэкс победили 31:17. 21 августа 2010 в очередном матче против ЮАР Дэгг снова отличился: на последней минуте он получил мяч от Маа Нону и убежал в отрыв, совершив попытку и принеся новозеландцам итоговую победу 29:22.
На чемпионате мира 2011 года Дэгг стал одним из лучших бомбардиров по числу попыток: ему удалось совершить первую попытку турнира в матче против команды Тонга, к тому же перед перерывом занёс вторую попытку. В матче против Франции в группе он на 22-й минуте реализовал свою третью попытку на турнире, а всего ему удалось набрать пять таких попыток. После травмы Милса Мулиаины Дэгг занял основное место в составе сборной и сыграл в финальном матче против Франции, который новозеландцы выиграли 8:7. Победа позволила ему ещё и войти в список пяти лучших игроков турнира по версии Международного совета регби